# Петриоло
Петриоло (итал. Petriolo) насеље је у Италији у округу Мачерата, региону Марке.
Према процени из 2011. у насељу је живело 1294 становника. Насеље се налази на надморској висини од 246 м.

## Становништво
| 1931. | 1936. | 1951. | 1961. | 1971. | 1981. | 1991. | 2001. | 2011. |
| ----- | ----- | ----- | ----- | ----- | ----- | ----- | ----- | ----- |
| 2.242 | 2.294 | 2.263 | 2.019 | 1.906 | 1.962 | 1.977 | 2.049 | 1.977 |